# 第3次安倍内閣 (第2次改造)
第3次安倍第2次改造内閣（だいさんじ あべ だいにじ かいぞうないかく）は、衆議院議員・自由民主党総裁の安倍晋三が第97代内閣総理大臣に任命され、2016年（平成28年）8月3日から2017年（平成29年）8月3日まで続いた日本の内閣。
自由民主党と公明党による自公連立政権を形成する。また2017年（平成29年）の第193回国会以降、日本のこころが参議院で自由民主党との統一会派「自由民主党・こころ」を結成する。

## 内閣の顔ぶれ、人事
第3次安倍第1次改造内閣の閣僚19人のうち、8人が留任し、1人が転任した。前改造内閣と同様8人が初入閣である。平均年齢は60.8歳となり、前改造内閣を0.7歳上回った。最高齢者及び最年少者は前改造内閣と同人で、最高齢は麻生太郎（副総理兼財務相）で75歳、最年少は丸川珠代（東京五輪・パラリン担当相）で45歳（いずれも発足時）。当選回数は、12回の麻生太郎が最多で、4回の稲田朋美が最少であった。なお、前改造同様、山東派、民間人の入閣はなかった。
また、同じ「山本」姓を持つ閣僚が3人誕生することとなった。それぞれ山本公一・山本有二・山本幸三であり、同じ姓であることに加え、氏名の末尾が「一」「二」「三」と順番になっていることでも注目された。
所属政党・出身:
  自由民主党（細田派）   自由民主党（岸田派）   自由民主党（額賀派）   自由民主党（麻生派）   自由民主党（二階派）
  自由民主党（石原派）   自由民主党（谷垣G）   自由民主党（石破派）   自由民主党（山東派）   自由民主党（無派閥）   公明党 
  中央省庁・民間

### 国務大臣
2016年（平成28年）8月3日任命。
| 職名 | 氏名     | 氏名 | 出身等                             | 特命事項等                                                                   | 備考                         |
| --- | -------- | ---- | ---------------------------------- | ---------------------------------------------------------------------------- | ---------------------------- |
| 内閣総理大臣                                                                                                  | 安倍晋三 |      | 衆議院 自由民主党 （細田派）       |                                                                              | 自由民主党総裁 留任          |
| 副総理 財務大臣 内閣府特命担当大臣 （金融）                                                                   | 麻生太郎 |      | 衆議院 自由民主党 （麻生派）       | デフレ脱却担当 内閣総理大臣臨時代理 就任順位第1位（副総理）                  | 留任                         |
| 総務大臣 内閣府特命担当大臣 （マイナンバー制度）                                                              | 高市早苗 |      | 衆議院 自由民主党 （無派閥）       |                                                                              | 留任                         |
| 法務大臣 | 金田勝年 |      | 衆議院 自由民主党 （額賀派）       |                                                                              | 初入閣                       |
| 外務大臣 | 岸田文雄 |      | 衆議院 自由民主党 （岸田派）       | 内閣総理大臣臨時代理 就任順位第4位                                           | 留任                         |
| 文部科学大臣                                                                                                  | 松野博一 |      | 衆議院 自由民主党 （細田派）       | 教育再生担当 国立国会図書館連絡調整委員                                      | 初入閣                       |
| 厚生労働大臣                                                                                                  | 塩崎恭久 |      | 衆議院 自由民主党 （無派閥）       | 内閣総理大臣臨時代理 就任順位第5位                                           | 留任                         |
| 農林水産大臣                                                                                                  | 山本有二 |      | 衆議院 自由民主党 （石破派）       |                                                                              | 再入閣 安倍内閣再入閣        |
| 経済産業大臣 内閣府特命担当大臣 （原子力損害賠償・ 廃炉等支援機構）                                           | 世耕弘成 |      | 参議院 自由民主党 （細田派）       | 産業競争力担当 ロシア経済分野協力担当（2016年9月1日任命） 原子力経済被害担当 | 初入閣                       |
| 国土交通大臣                                                                                                  | 石井啓一 |      | 衆議院 公明党                      | 水循環政策担当                                                               | 留任                         |
| 環境大臣 内閣府特命担当大臣 （原子力防災）                                                                    | 山本公一 |      | 衆議院 自由民主党 （谷垣グループ） |                                                                              | 初入閣                       |
| 防衛大臣 | 稲田朋美 |      | 衆議院 自由民主党 （細田派）       |                                                                              | 再入閣 2017年7月28日免       |
| 防衛大臣 | 岸田文雄 |      | 衆議院 自由民主党 （岸田派）       | 内閣総理大臣臨時代理 就任順位第4位                                           | 2017年7月28日任 外務大臣兼任 |
| 内閣官房長官                                                                                                  | 菅義偉   |      | 衆議院 自由民主党 （菅グループ）   | 沖縄基地負担軽減担当 内閣総理大臣臨時代理 就任順位第2位                      | 留任                         |
| 復興大臣 | 今村雅弘 |      | 衆議院 自由民主党 （二階派）       | 福島原発事故再生総括担当                                                     | 初入閣 2017年4月26日免       |
| 復興大臣 | 吉野正芳 |      | 衆議院 自由民主党 （細田派）       | 福島原発事故再生総括担当                                                     | 初入閣 2017年4月26日任       |
| 国家公安委員会委員長 内閣府特命担当大臣 （消費者及び食品安全） （防災） （海洋政策）                          | 松本純   |      | 衆議院 自由民主党 （麻生派）       | 国土強靱化担当 海洋政策担当 領土問題担当                                     | 初入閣                       |
| 内閣府特命担当大臣 （沖縄及び北方対策） （クールジャパン戦略） （知的財産戦略） （科学技術政策） （宇宙政策） | 鶴保庸介 |      | 参議院 自由民主党 （二階派）       | 情報通信技術（IT）政策担当                                                   | 初入閣                       |
| 内閣府特命担当大臣 （経済財政政策）                                                                           | 石原伸晃 |      | 衆議院 自由民主党 （石原派）       | 経済再生担当 社会保障・税一体改革担当 内閣総理大臣臨時代理 就任順位第3位     | 留任                         |
| 内閣府特命担当大臣 （少子化対策） （男女共同参画）                                                            | 加藤勝信 |      | 衆議院 自由民主党 （額賀派）       | 一億総活躍担当 働き方改革担当 女性活躍担当 再チャレンジ担当 拉致問題担当     | 留任                         |
| 内閣府特命担当大臣 （地方創生） （規制改革）                                                                  | 山本幸三 |      | 衆議院 自由民主党 （岸田派）       | まち・ひと・しごと創生担当 行政改革担当 国家公務員制度担当                   | 初入閣                       |
| 国務大臣 | 丸川珠代 |      | 参議院 自由民主党 （細田派）       | 東京オリンピック・パラリンピック競技大会担当                                 | 横滑り                       |

### 内閣官房副長官・内閣法制局長官
2016年（平成28年）8月3日任命。
| 職名           | 氏名       | 出身等                       | 備考               |
| -------------- | ---------- | ---------------------------- | ------------------ |
| 内閣官房副長官 | 萩生田光一 | 衆議院／自由民主党（細田派） | 内閣人事局長／留任 |
| 内閣官房副長官 | 野上浩太郎 | 参議院／自由民主党（細田派） |                    |
| 内閣官房副長官 | 杉田和博   | 元内閣危機管理監（警察庁）   | 留任               |
| 内閣法制局長官 | 横畠裕介   | 元内閣法制次長（検察庁）     | 留任               |

### 副大臣
2016年（平成28年）8月5日任命。
| 職名           | 氏名       | 出身等                       | 備考                       |
| -------------- | ---------- | ---------------------------- | -------------------------- |
| 復興副大臣     | 橘慶一郎   | 衆議院／自由民主党（無派閥） |                            |
| 復興副大臣     | 長沢広明   | 参議院／公明党               |                            |
| 復興副大臣     | 末松信介   | 参議院／自由民主党（細田派） | 内閣府、国土交通副大臣兼任 |
| 内閣府副大臣   | 石原宏高   | 衆議院／自由民主党（石原派） |                            |
| 内閣府副大臣   | 越智隆雄   | 衆議院／自由民主党（細田派） |                            |
| 内閣府副大臣   | 松本洋平   | 衆議院／自由民主党（二階派） |                            |
| 内閣府副大臣   | 赤間二郎   | 衆議院／自由民主党（麻生派） | 総務副大臣兼任             |
| 内閣府副大臣   | 盛山正仁   | 衆議院／自由民主党（岸田派） | 留任 法務副大臣兼任        |
| 内閣府副大臣   | 水落敏栄   | 参議院／自由民主党（岸田派） | 文部科学副大臣兼任         |
| 内閣府副大臣   | 高木陽介   | 衆議院／公明党               | 留任 経済産業副大臣兼任    |
| 内閣府副大臣   | 末松信介   | 参議院／自由民主党（細田派） | 復興、国土交通副大臣兼任   |
| 内閣府副大臣   | 伊藤忠彦   | 衆議院／自由民主党（二階派） | 環境副大臣兼任             |
| 内閣府副大臣   | 若宮健嗣   | 衆議院／自由民主党（額賀派） | 留任 防衛副大臣兼任        |
| 総務副大臣     | 原田憲治   | 衆議院／自由民主党（額賀派） |                            |
| 総務副大臣     | 赤間二郎   | 衆議院／自由民主党（麻生派） | 内閣府副大臣兼任           |
| 法務副大臣     | 盛山正仁   | 衆議院／自由民主党（岸田派） | 留任 内閣府副大臣兼任      |
| 外務副大臣     | 薗浦健太郎 | 衆議院／自由民主党（麻生派） |                            |
| 外務副大臣     | 岸信夫     | 衆議院／自由民主党（細田派） |                            |
| 財務副大臣     | 大塚拓     | 衆議院／自由民主党（細田派） |                            |
| 財務副大臣     | 木原稔     | 衆議院／自由民主党（額賀派） |                            |
| 文部科学副大臣 | 義家弘介   | 衆議院／自由民主党（細田派） | 留任                       |
| 文部科学副大臣 | 水落敏栄   | 参議院／自由民主党（岸田派） | 内閣府副大臣兼任           |
| 厚生労働副大臣 | 橋本岳     | 衆議院／自由民主党（額賀派） |                            |
| 厚生労働副大臣 | 古屋範子   | 衆議院／公明党               |                            |
| 農林水産副大臣 | 齋藤健     | 衆議院／自由民主党（石破派） | 留任                       |
| 農林水産副大臣 | 礒崎陽輔   | 参議院／自由民主党（細田派） |                            |
| 経済産業副大臣 | 松村祥史   | 参議院／自由民主党（額賀派） |                            |
| 経済産業副大臣 | 高木陽介   | 衆議院／公明党               | 留任 内閣府副大臣兼任      |
| 国土交通副大臣 | 田中良生   | 衆議院／自由民主党（無派閥） |                            |
| 国土交通副大臣 | 末松信介   | 参議院／自由民主党（細田派） | 復興、内閣府副大臣兼任     |
| 環境副大臣     | 関芳弘     | 衆議院／自由民主党（細田派） |                            |
| 環境副大臣     | 伊藤忠彦   | 衆議院／自由民主党（二階派） | 内閣府副大臣兼任           |
| 防衛副大臣     | 若宮健嗣   | 衆議院／自由民主党（額賀派） | 留任 内閣府副大臣兼任      |

### 大臣政務官
2016年（平成28年）8月5日任命。
| 職名               | 氏名       | 出身等                       | 備考                                 |
| ------------------ | ---------- | ---------------------------- | ------------------------------------ |
| 復興大臣政務官     | 務台俊介   | 衆議院／自由民主党（麻生派） | 内閣府大臣政務官兼任 2017年3月10日免 |
| 復興大臣政務官     | 長坂康正   | 衆議院／自由民主党（麻生派） | 内閣府大臣政務官兼任 2017年3月10日任 |
| 復興大臣政務官     | 田野瀬太道 | 衆議院／自由民主党（石原派） | 内閣府、文部科学大臣政務官兼任       |
| 復興大臣政務官     | 井原巧     | 参議院／自由民主党（細田派） | 内閣府、経済産業大臣政務官兼任       |
| 内閣府大臣政務官   | 武村展英   | 衆議院／自由民主党（無派閥） |                                      |
| 内閣府大臣政務官   | 豊田俊郎   | 参議院／自由民主党（麻生派） |                                      |
| 内閣府大臣政務官   | 務台俊介   | 衆議院／自由民主党（麻生派） | 復興大臣政務官兼任 2017年3月10日免   |
| 内閣府大臣政務官   | 長坂康正   | 衆議院／自由民主党（麻生派） | 復興大臣政務官兼任 2017年3月10日任   |
| 内閣府大臣政務官   | 島田三郎   | 参議院／自由民主党（無派閥） | 総務大臣政務官兼任                   |
| 内閣府大臣政務官   | 井野俊郎   | 衆議院／自由民主党（額賀派） | 法務大臣政務官兼任                   |
| 内閣府大臣政務官   | 田野瀬太道 | 衆議院／自由民主党（石原派） | 復興、文部科学大臣政務官兼任         |
| 内閣府大臣政務官   | 井原巧     | 参議院／自由民主党（細田派） | 復興、経済産業大臣政務官兼任         |
| 内閣府大臣政務官   | 根本幸典   | 衆議院／自由民主党（細田派） | 国土交通大臣政務官兼任               |
| 内閣府大臣政務官   | 井林辰憲   | 衆議院／自由民主党（麻生派） | 環境大臣政務官兼任                   |
| 内閣府大臣政務官   | 宮澤博行   | 衆議院／自由民主党（細田派） | 防衛大臣政務官兼任                   |
| 総務大臣政務官     | 金子恵美   | 衆議院／自由民主党（二階派） |                                      |
| 総務大臣政務官     | 冨樫博之   | 衆議院／自由民主党（石破派） |                                      |
| 総務大臣政務官     | 島田三郎   | 参議院／自由民主党（無派閥） | 内閣府大臣政務官兼任                 |
| 法務大臣政務官     | 井野俊郎   | 衆議院／自由民主党（額賀派） | 内閣府大臣政務官兼任                 |
| 外務大臣政務官     | 小田原潔   | 衆議院／自由民主党（細田派） |                                      |
| 外務大臣政務官     | 武井俊輔   | 衆議院／自由民主党（岸田派） |                                      |
| 外務大臣政務官     | 滝沢求     | 参議院／自由民主党（山東派） |                                      |
| 財務大臣政務官     | 杉久武     | 参議院／公明党               |                                      |
| 財務大臣政務官     | 三木亨     | 参議院／自由民主党（二階派） |                                      |
| 文部科学大臣政務官 | 樋口尚也   | 衆議院／公明党               |                                      |
| 文部科学大臣政務官 | 田野瀬太道 | 衆議院／自由民主党（石原派） | 復興、内閣府大臣政務官兼任           |
| 厚生労働大臣政務官 | 堀内詔子   | 衆議院／自由民主党（岸田派） |                                      |
| 厚生労働大臣政務官 | 馬場成志   | 参議院／自由民主党（岸田派） |                                      |
| 農林水産大臣政務官 | 細田健一   | 衆議院／自由民主党（細田派） |                                      |
| 農林水産大臣政務官 | 矢倉克夫   | 参議院／公明党               |                                      |
| 経済産業大臣政務官 | 中川俊直   | 衆議院／自由民主党（無派閥） | 2017年4月18日免                      |
| 経済産業大臣政務官 | 大串正樹   | 衆議院／自由民主党（無派閥） | 2017年4月18日任                      |
| 経済産業大臣政務官 | 井原巧     | 参議院／自由民主党（細田派） | 復興、内閣府大臣政務官兼任           |
| 国土交通大臣政務官 | 藤井比早之 | 衆議院／自由民主党（無派閥） |                                      |
| 国土交通大臣政務官 | 大野泰正   | 参議院／自由民主党（細田派） |                                      |
| 国土交通大臣政務官 | 根本幸典   | 衆議院／自由民主党（細田派） | 内閣府大臣政務官兼任                 |
| 環境大臣政務官     | 比嘉奈津美 | 衆議院／自由民主党（額賀派） |                                      |
| 環境大臣政務官     | 井林辰憲   | 衆議院／自由民主党（麻生派） | 内閣府大臣政務官兼任                 |
| 防衛大臣政務官     | 小林鷹之   | 衆議院／自由民主党（二階派） |                                      |
| 防衛大臣政務官     | 宮澤博行   | 衆議院／自由民主党（細田派） | 内閣府大臣政務官兼任                 |

### 内閣総理大臣補佐官
2016年（平成28年）8月3日任命。
| 職名 | 氏名       | 出身等                      | 備考             |
| --- | ---------- | --------------------------- | ---------------- |
| 内閣総理大臣補佐官 （ふるさとづくり推進及び文化外交担当）                                                | 河井克行   | 衆議院 自由民主党（無派閥） | 留任             |
| 内閣総理大臣補佐官 （国家安全保障に関する重要政策及び選挙制度担当）                                      | 柴山昌彦   | 衆議院 自由民主党（細田派） | 留任             |
| 内閣総理大臣補佐官 （教育再生、少子化、その他国政の重要課題担当）                                        | 衛藤晟一   | 参議院 自由民主党（二階派） | 留任             |
| 内閣総理大臣補佐官 （政策企画担当）                                                                      | 長谷川榮一 | 民間（経済産業省）          | 内閣広報官／留任 |
| 内閣総理大臣補佐官 （国土強靭化及び復興等の社会資本整備、 地方創生並びに健康・医療に関する成長戦略担当） | 和泉洋人   | 民間（国土交通省）          | 留任             |

## 勢力早見表
※ 内閣発足当初（前内閣の事務引継は除く）。
※ 内閣官房副長官（政務）は副大臣に含む。
※ 太字はいわゆる自民党五役。
※ 谷垣グループの所属議員は、他派閥と掛け持ちしている議員を含め衆参31名。
※ 無所属で自民党会派に所属する井上義行（細田派）を含む。
※ 慣例により形式的に派閥から離脱中の総理大臣、衆参議長、党幹部は派閥所属議員に含む。
| 名称         | 勢力 | 国務大臣 | 副大臣 | 政務官 | 補佐官 | その他                                             |
| ------------ | ---- | -------- | ------ | ------ | ------ | -------------------------------------------------- |
| 細田派       | 98   | 6        | 9      | 5      | 1      | 参議院議長、総務会長、幹事長代行、 参議院議員会長  |
| 無派閥       | 75   | 3        | 2      | 4      | 1      |                                                    |
| 公明党       | 60   | 1        | 3      | 2      | 0      |                                                    |
| 額賀派       | 51   | 2        | 5      | 2      | 0      | 政務調査会長、国会対策委員長、参議院幹事長         |
| 岸田派       | 40   | 2        | 2      | 2      | 0      |                                                    |
| 麻生派       | 39   | 2        | 2      | 3      | 0      |                                                    |
| 二階派       | 38   | 1        | 2      | 3      | 1      | 幹事長、選挙対策委員長                             |
| 谷垣グループ | 25   | 1        | 0      | 0      | 0      |                                                    |
| 石破派       | 20   | 1        | 1      | 1      | 0      |                                                    |
| 石原派       | 15   | 1        | 1      | 1      | 0      |                                                    |
| 山東派       | 12   | 0        | 0      | 1      | 0      | 衆議院議長、副総裁                                 |
| 民間         | -    | 0        | 0      | 0      | 2      |                                                    |
| -            | 473  | 20       | 27     | 24     | 5      | 国務大臣のべ33、副大臣・副長官のべ34、政務官のべ36 |

## 内閣の動き

### 発足時
2016年（平成28年）8月3日、第3次安倍第2次改造内閣発足後の記者会見で、安倍は最優先課題を「経済」とした上で、アベノミクスの継続を宣言し、国内総生産の戦後最高600兆円達成、希望出生率1.8の実現、介護離職ゼロを、3つの「的」と位置づけた。また、「一億総活躍」のために、長時間労働是正や、同一労働同一賃金の実現、最低賃金の引き上げなど働き方改革を課題として挙げた。

### 内政

#### IR（統合型リゾート）推進法案
12月6日、カジノを中心とした統合型リゾート推進法案（カジノ法案）が衆議院本会議で可決、参議院に送付された。また14日には参議院本会議で統合型リゾート推進法案の修正案が自民党・日本維新の会などの賛成多数で可決。前日に開催された参議院内閣委員会で法案が修正されたため、同日衆議院へ再送付され、翌日の衆議院本会議にて自民党・日本維新の会などの賛成多数で可決・成立した。

#### 組織犯罪処罰法改正案
共謀罪の構成要件を改めて、テロ等準備罪を新設する法案であるため「共謀罪法案」と呼ばれることが多い。5月19日の衆議院法務委員会で野党が抗議する中で可決された。法務大臣の金田勝年の「（準備行為の下見と花見の違いについて）例えば花見であればビールや弁当を持っているのに対して、下見であれば地図や双眼鏡、メモ帳などを持っている」「（野党の質問に）私の頭脳ではちょっと対応できない」といった答弁に対して不安定であるという批判がたびたびあがり、5月18日には不信任案が提出された（与党の反対多数で否決）。5月19日には衆議院法務委員会で可決し、5月23日には衆議院本会議で自民・公明・日本維新の会の賛成多数で可決した。6月15日には参議院本会議で自民・公明・日本維新の会の賛成多数で可決、成立した。なお、与党は参院法務委員会での採決を省略する「中間報告」の手続きをとったため委員会採決は行われなかった。これにさきがけ衆議院本会議で民進・共産・自由・社民の野党4党が提出した内閣不信任決議案は、与党などの反対多数で否決された。7月11日に改正組織犯罪処罰法が施行され、同日、国際的な組織犯罪の防止に関する国際連合条約（TOC条約）受諾を閣議決定した。国際連合本部での手続き等を経て8月10日に発効させる。

#### TPP関連法案
2016年12月10日、環太平洋パートナーシップ協定（TPP）承認案及び関連法案が衆議院本会議で採決され、与党と日本維新の会などの賛成多数で可決された。しかし、アメリカのドナルド・トランプ大統領は選挙戦以来TPP離脱の方針を掲げており、2017年1月23日にはTPP離脱の大統領令に署名した。これにより国内では批准手続きはほぼ完了しているにもかかわらずTPPの発効は絶望的となった。
2017年4月20日、アメリカの復帰は困難と判断しアメリカ抜きの11カ国で、日本やオーストラリア主導のもと発効を目指すとした。5月のベトナムで開かれるTPP閣僚会合で11カ国での発効を呼びかける。

### 安全保障

#### 尖閣諸島周辺における中国船問題
8月6日、中国海警局の船6隻が沖縄県の尖閣諸島周辺の接続水域（領海の外側）に入り、中国の漁船およそ230隻がその周辺を航行した。

#### アメリカによるシリアへの空爆と北朝鮮問題
別項の日米首脳会談の後に北朝鮮はアメリカ本土が射程に入る中長距離弾道ミサイル「北極星2号」を発射。これについて3月7日に北朝鮮の労働新聞は「有事の際、在日米軍を攻撃する部隊が参加した」と報道した。このミサイル発射を受け、安倍首相はトランプ大統領と電話で会談し、「北朝鮮の脅威は新たな段階に入っていることを日米で確認した」との認識を示した。
2017年4月6日にアメリカのホワイトハウスで米中首脳会談が行われていたが、その裏でトランプ大統領はアメリカ軍にシリアへの空爆を指示し、トマホーク59発を撃ち込んでいた。空爆の理由としてトランプ大統領は後日、シリアのアサド政権が化学兵器を使用したことに対しての対抗措置としている。
なお、この攻撃に対し日本政府は支持を表明した。そしてこの突然の空爆は、「アメリカは北朝鮮に対して先制攻撃も辞さない」というメッセージであるとの見方もあった。
2017年4月に入り、アメリカは北朝鮮に対する軍事的な対抗措置をいくつか検討し始めた。トランプ大統領は「全ての選択肢がテーブルの上にある」と述べ、北朝鮮への先制攻撃や金正恩朝鮮労働党委員長の斬首作戦などのオプションがあることを示した。これに対し北朝鮮はアメリカと戦争になった場合、在韓米軍や在日米軍なども標的になると述べるなど、互いに挑発し合うチキンレース状態になった。4月15日は故・金日成主席の生誕105周年記念日で北朝鮮が核実験やミサイル発射実験などをすることが予想され、いずれかを行なった場合、アメリカは北朝鮮を先制攻撃するという報道もあった。その日の軍事パレードではアメリカ本土にも届く新型ミサイルICBM（大陸間弾道ミサイル）などが公開されるなど、近年の北朝鮮の軍事力の発展を誇示した形となった。実際ミサイルを発射したものの数秒で空中爆発し失敗したため、アメリカによる攻撃は行われなかった。またこの頃アメリカのハリス太平洋軍司令官は原子力空母カール・ビンソンを空母打撃群を率いて朝鮮半島沖に派遣させるなど緊張の度合いは増していった。これについてトランプ大統領は「非常に強力な艦隊を送り込んでいる」とした、声明を発表した。
4月後半には日本の海上自衛隊の護衛艦「さみだれ」と「あしがら」が、カール・ビンソン率いる打撃群と西太平洋で合流し共同訓練を行った。
安倍首相は4月13日の参議院外交防衛委員会において、北朝鮮がミサイルの弾頭に化学兵器であるサリンを付けて着弾させる能力があると述べ、北朝鮮の脅威に危機感を示した。さらに自衛隊の現行のミサイル防衛体制には限界があるとの認識も示した。また首相は「ミサイル防衛能力はいわゆる抑止力にはならない。打撃力としての抑止力はアメリカに依存している」と説明した。さらに「現実を踏まえ抑止力をしっかり持つべきだという議論が当然ある」と述べ、自民党が進める敵基地攻撃能力保有に向けた議論に期待した。また朝鮮半島危機に対して日米韓で緊密に連携していくことで一致した。
4月25日は朝鮮人民軍創設85周年に当たる日であるため、この日も核実験の懸念があった。しかし実際には大規模な火力演習にとどめた。労働新聞は「米韓両国が先制攻撃妄動を続けるなら、米韓への先制攻撃を加える」と報道した。
この問題においてアメリカはかねてより中国の対応に期待している。トランプ大統領は「中国が何もしないならアメリカが単独で行動する」という趣旨の発言をしていた。また日本政府も同様に中国の対応に期待感を示した。当の中国はあくまで平和的解決を主張しており、朝鮮半島において米朝の武力衝突は望まないとしている。
5月14日、北朝鮮は再びミサイルの発射実験を行なった。発射したミサイルは「火星12」と呼ばれるもので、飛行距離約780km、最大高度は2110kmとされる。北朝鮮は「新型ミサイルの発射に成功した」と報じた。ミサイルは日本の防空識別圏に約20km入り、津軽海峡から西に約420kmの地点に落下した。

### 外交

#### 2度の日米首脳会談
11月18日（日本時間）、安倍晋三首相はアメリカ大統領選挙で勝利したドナルド・トランプ次期大統領と異例の就任前の会談を行い、「信頼できる相手と確信した」などと述べた。
2017年2月10日から2月11日にかけて、ホワイトハウスで日米首脳会談を開催。2日目にはフロリダ州にある、トランプ大統領が所有する別荘のゴルフ場でゴルフを2人で行った。この日の会談は、「ゴルフ外交」とも言われた。

#### ロシアとの北方領土交渉
12月15日、安倍晋三首相とロシアのウラジーミル・プーチン大統領が安倍首相の地元である山口県で日露首脳会談を開催。翌16日にも、首相官邸で同会談を開催した。両首脳は、『新たなアプローチ』に基づく共同経済活動を行うための『特別な制度』について交渉を開始することで合意した。また、共同経済活動は「両国の立場を害さないという共通認識のもとで進められるべきだ。平和条約締結に向けた重要な一歩となる」と強調した。

#### 安倍首相の真珠湾訪問
12月27日、安倍晋三首相はアメリカのバラク・オバマ大統領と共に日米開戦（太平洋戦争・大東亜戦争）の発端地となったハワイの真珠湾を訪問し、真珠湾攻撃の犠牲者を慰霊した。同訪問には、岸田文雄外務大臣、稲田朋美防衛大臣、萩生田光一内閣官房副長官、衛藤晟一内閣総理大臣補佐官、参議院自民党日ハワイ友好議員連盟の吉田博美会長、松山政司幹事長、堀井巌事務局長、キャロライン・ケネディ駐日米国大使、ハワイ州知事デービッド・イゲ、ジェリー・マルティネス在日米軍司令官他が同行した。

#### 慰安婦問題
2017年1月9日、韓国・釜山にある日本総領事館前への慰安婦像設置に対し、日本政府は長嶺安政駐韓大使の一時帰国や、総領事館員の釜山市の行事参加の見送り、日韓スワップ協定再開の協議中断などの対抗措置を取った。

#### 欧州歴訪
3月19日からドイツ、フランス、ベルギー、イタリアの4カ国を歴訪した。最初の訪問国のドイツのアンゲラ・メルケル首相とは北朝鮮問題の他に、台頭している保護主義を念頭に自由貿易の重要性を強調した。フランスではフランソワ・オランド大統領との最後の首脳会談を行なった。ベルギーでは、首都ブリュッセルにある欧州連合本部を訪問し、欧州理事会ドナルド・トゥスク常任議長（EU大統領）、欧州委員会のジャン＝クロード・ユンケル委員長と会談した。また最後の訪問国のイタリアで、パオロ・ジェンティローニ首相との日伊首脳会談では北朝鮮問題に共同して対処、防衛装備品の技術移転の協議開始で合意した。